# Moteur V8 Rover
Le V8 Rover est un moteur à combustion interne compact V8 avec des culasses et un bloc-cylindre en aluminium. Initialement conçu par General Motors, ce moteur fut repensé et produit par Rover au Royaume-Uni à partir de 1967. Ce moteur a été utilisé dans une large gamme de véhicules Rover ainsi que d'autres constructeurs depuis son utilisation par les Britanniques.

## Histoire
Le V8 Rover a commencé sa carrière comme Buick 215, un moteur culbuté OHV tout aluminium apparu en 1960 pour l'année modèle 1961 américaine (ce moteur était sur les planches à dessin à la fin des années 1950). Ce moteur en alliage d'aluminium compact et léger, avec un poids de seulement 144 kg, était capable de développer des puissances importantes pour l'époque. La version Buick la plus puissante produisait 202 ch (149 kW) et la version turbo Oldsmobile "Jetfire" très semblable 217 ch (160 kW) SAE brut.
Au vu des volume des ventes et des articles de presse, le moteur fut un succès. Buick produisit 376 799 voitures avec ce moteur en seulement trois ans et un nombre comparable de moteurs Oldsmobile 215 fut produit à la même époque. Certains modèles Pontiac étaient également équipés du moteur Buick 215, ce qui donna le surnom de "BOP 215" pour ce moteur (BOP pour Buick/Oldsmobile/Pontiac).
Ce moteur en aluminium était relativement coûteux à produire et souffrait de problèmes d'étanchéité d'huile et du liquide de refroidissement, ainsi qu'un problème de colmatage du radiateur dû à l'utilisation d'un antigel incompatible avec l'aluminium. GM cessa donc la production de ce moteur après 1963. Buick conserva un moteur similaire 300/340/350 cu3 (bloc acier et culasses alliage, puis plus tard tout acier) (1964-1980), ainsi qu'un Dérivé V6 (1962-2008) qui connu une très longue carrière.
En janvier 1964 Rover autorisa le chef des opérations aux États-Unis, J. Bruce McWilliams, à enquêter sur l'achat éventuel d'un moteur V8 américain pour leurs voitures. L'histoire voudrait que McWilliams ai vu le V8 Buick pour la première fois dans les usines de Mercury Marine, au moment même où il discutait de la vente de turbines à gaz Rover et de moteurs diesel avec la société (Mercury utilisa une version marine du moteur diesel Land Rover 2,25 litres) même s'il est probable que celui-ci connaissait déjà ce moteur avant cet épisode. McWilliams se rendit compte que le poids contenu du V8 Buick serait idéal pour les petites voitures britanniques, étant moins lourd que de nombreux moteurs 4 cylindres en ligne. McWilliams et William Martin-Hurst entamèrent une campagne agressive pour convaincre GM de vendre l'outillage, ce qui fut finalement accepté en janvier 1965. Joe Turlay, ingénieur à la retraite de GM déménagea au Royaume-Uni comme consultant.
Le V8 Rover est un moteur relativement courant pour les voitures en kit en Grande-Bretagne, comme l'est le V8 small-bloc Chevrolet pour les constructeurs américains de hot rod (les hot rod britanniques utilisant traditionnellement des moteurs quatre cylindres, comme le Ford Pinto ou le Kent). Aux États-Unis, beaucoup de constructeurs choisissent le V8 aluminium Buick ou Rover pour une utilisation dans les petites voitures sportives comme la MGB.
Le bloc acier Buick de 1964 de 4,9 litres avait des culasses en aluminium, un alésage de 3,75 et un vilebrequin avec une course plus longue de 3,4 pouces. Après modifications ce moteur peut être utilisés avec les blocs moteur Buick 215 ou Rover pour produire un V8 à haut rendement très léger avec une cylindrée pouvant aller jusqu'à environ 4,9 litres. Après usinage le vilebrequin 300 pouvait être utilisé dans le bloc 215 de 4,3 litres. Traco était l'un des principaux constructeurs de ces moteurs aux États-Unis, .
Les moteurs fabriqués en Grande-Bretagne utilisaient à l'origine deux carburateurs SU. Tout au long de sa commercialisation ce moteur a connu différents types d'alimentation :
- initialement 2 carburateurs SU HS6 puis HIF6 et enfin HIF44 (14 ans)
- 2 carburateurs CD175 Stromberg (2 à 3 ans)
- Bosch L-Jetronic, alias Lucas 4CU Flapper (7 à 8 ans)
- Hitachi Hotwire alias Lucas 14CUX (5 ans)
- système GEMS (plusieurs années)
- Bosch Motronics (2 ans)

Jusqu'en 2011 une version améliorée de ce moteur était toujours fabriquée par Coscast à Birmingham, Royaume-Uni.
En plus de son utilisation dans ses voitures, Rover a également vendu ce moteur aux petits constructeurs automobiles ce qui fait qu'on le retrouve dans une grande variété de véhicules. Les V8 Rover motorisent certains modèles de Morgan +8, TVR, Triumph TR8, Land Rover et MGB V8, entre autres.
Au début des années 2000, le V8 Rover commença à devenir moins compétitif face aux autres V8 de sa catégorie. Produisant entre 80 et 100 ch de moins et plus gourmand en carburant que les moteurs plus récents il utilisait de plus une architecture obsolète avec tiges de poussée et 16 soupapes, tandis que les V8 d'autres constructeurs automobiles de luxe embarquaient deux arbres à cames en tête et 32 soupapes. Le changement vint lors du passage au V8 BMW M62 dans le Range Rover de 2003 et du Jaguar AJ-V8 dans le Land Rover Discovery de 2005, le dernier V8 Rover de série étant fabriqué en mai 2004, après 37 ans de production. Le Land Rover Discovery 2004 fut le dernier véhicule de série produit à l'utiliser. Le dernier véhicule de la marque Rover qui utilisait le V8 Rover était la Rover SD1. Ce modèle fut arrêté en 1986 et remplacé par la Rover 800, version rebadgée de la Honda Legend, un véhicule développé conjointement par Honda et le groupe Rover. Ce modèle utilisait comme premier choix une version 2,7 litres du moteur Honda C. MG Rover Group utilisa une variante SACT du moteur V8 Ford Modular 4,6 litres pour les Rover 75 et MG ZT 260 de 2003 à 2005. Le V8 Rover fut vendu avec Land Rover lorsque la marque fut cédé à Ford par BMW. Bien que Land Rover utilisait désormais le moteur Jaguar AJ-V8 pour de nouvelles applications, la production du V8 Rover se poursuivit à Weston-super-Mare par MCT, une société d'ingénierie et de fabrication. MCT maintint une production limitée, afin de fournir des moteurs pour le marché secondaire et le remplacement.
Le V8 Rover basé sur le Buick n'était pas le premier moteur V8 produit par Rover. Alors que la société Rover avait des divergences d'opinion sur le développement du moteur à turbine Whittle, les frères Wilks conclurent un accord avec Rolls-Royce pour un échange des technologies. Le projet de moteur à turbine de Barnoldswick fut transféré à Rolls-Royce et Rover Co repris la production de moteurs V12 Meteor qui étaient une version assagie du moteur d'avion Merlin. Ces moteurs étaient utilisés dans des chars de la seconde guerre mondiale et le Centurion produit après-guerre. Une variante V8 fut développée à partir du V12. Le Rover Meteorite, également connu sous le nom de Rolls-Royce Meteorite, était un moteur à essence V8 de 18,01 litres. Dans les faits, il s'agissait des deux tiers d'un V12 Meteor à 60°. Ces moteurs Météorites ont été construits pour des véhicules lourds, à usage maritime et comme unités motrices fixes. Ils ont notamment propulsé des transporteurs de char comme le Thornycroft Antar ou le Mighty Antar, ont été utilisés pour le transport de réservoirs de moteur Meteor et également pour le transport lourd sur la Snowy Mountains Scheme électrique en Australie.

## Compétition
Le bloc en aluminium faisant de ce moteur l'un des V8 d'origine les plus légers, c'était dès lors un choix évident pour une utilisation en compétition. Mickey Thompson participa aux 500 miles d'Indianapolis de 1962 avec une voiture propulsée par ce moteur. De 1946 à 1962, il n'y eut pas une seule voiture avec moteur de série engagée dans cette célèbre course. En 1962, le Buick 215 était le seul moteur non Offenhauser sur les 33 voitures. Le pilote recrue Dan Gurney se qualifia huitième et a bien couru pendant 92 tours avant de se retirer sur des problèmes de transmission.
La version Rover de ce moteur a été largement développée et utilisée pour l'utilisation en rallye, en particulier sur les voitures de sport Triumph TR8.
Le moteur australien Repco V8 de F1 censé être basé sur le bloc Buick 215, est une idée certes répandue mais techniquement fausse. Le V8 Rover/Buick n'ayant que 5 goujons de culasse autour de chaque unité de cylindre et ne pouvant donc pas être équipé des culasses Repco RB620 à 6 goujons. En réalité le V8 Repco était basé sur le bloc Oldsmobile 215 de la même époque, très similaire en apparence, en taille et en matériau au V8 Buick, mais qui utilisait 6 goujons de culasse par cylindre. La différence subtile dans la conception des blocs et le serrage des culasses trouve son origine dans l'intention d'Oldsmobile de produire la version Jetfire turbo plus puissante du petit V8. Le public comme la presse, sans connaître ces subtiles différences, eu donc tendance à ne pas faire de différences.
Hotstox utilise le V8 Rover dans ses voitures.

## 3,5litres

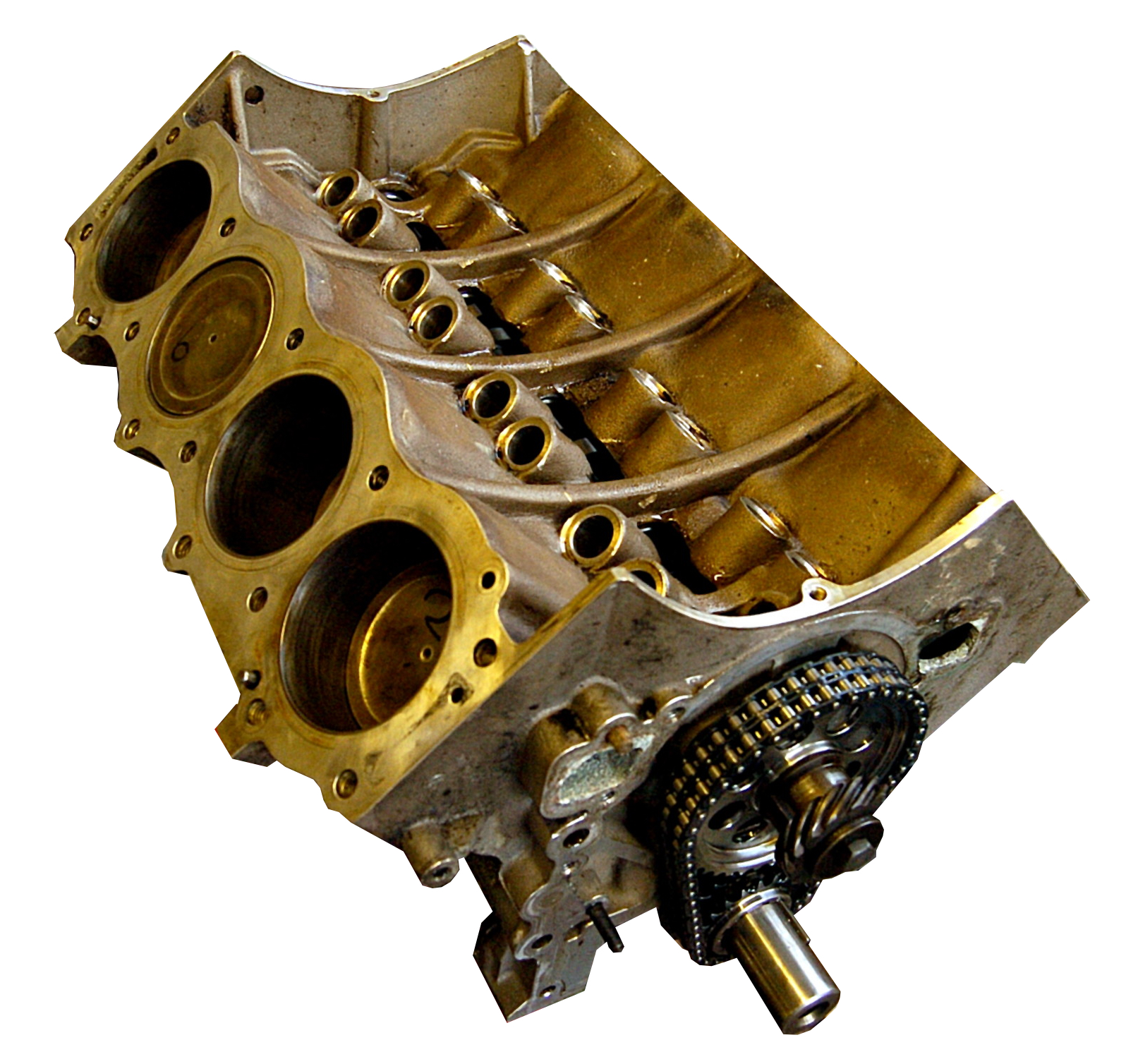
Un moteur V8 Rover de 3.5 litres, débarrassé des accessoires, des culasses et de son carter

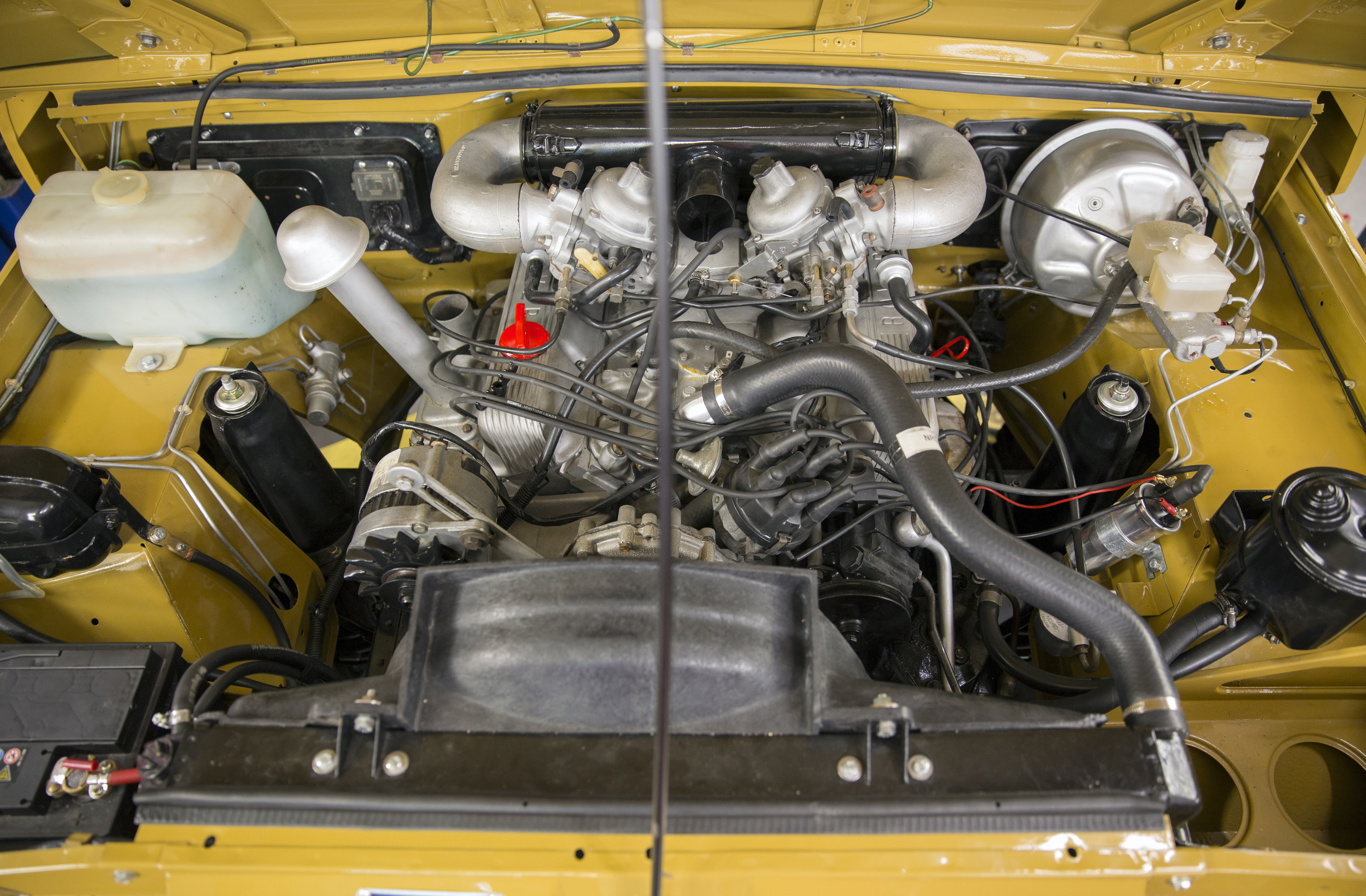
Moteur V8 Rover 3.5 litres dans un Range Rover de 1973

La version initiale du moteur Rover avait une cylindrée de 3,5 litres (3 532 cm3). L'alésage et la course étaient de 88,9 mm × 71,12 mm. Tous les V8 Rover étaient des moteurs à poussoir OHV avec deux soupapes par cylindre. Il utilisait un bloc moulé en sable avec chemises de cylindre en acier rapportées et un nouveau collecteur d'admission équipé de deux carburateurs SU HS6. Le moteur Rover était plus lourd mais plus résistant que le Buick, avec un poids à sec d'environ 170 kg . Ce moteur équipa d'abord la berline Rover P5B en 1967, faisant initialement 160 ch (117,68 kW) à 5 200 tr/min et 285 N m de couple à 2 600 tr/min avec un taux de compression de 10,5: 1 (l'essence 5 étoiles était alors encore disponible au Royaume-Uni). Avec la commercialisation de la Rover SD1 en 1976, le moteur fut amélioré avec le remplacement des joints d'huile "cordon" des extrémités du vilebrequin par des joints à lèvre, des bougies d'allumage modifiées et un taux de compression abaissé à 9,35: 1.

### Utilisations
- 1967 - 1973 Rover P5B
- 1968 - 1976 Rover P6B
- 1968 - 1990 Morgan Plus 8
- 1970 - 1989 Land Rover Range Rover
- 1973 - 1976 MGB GT V8
- 1976 - 1987 Rover SD1
- 1978 - 1985 Land Rover Series III "Stage One"
- 1979 - 1981/82 Triumph TR8
- 1980 - 1990 TVR 350i
- 1983 - 1994 Land Rover 90/110 / Defender
- 1989 - 1998 Land Rover Discovery

### Projet Iceberg
À la fin des années 1970, British Leyland pris conscience de l'importance croissante des voitures à moteur diesel sur les marchés britannique, européen et surtout nord-américain à la suite de la crise énergétique de 1979. Il fut décidé qu'une nouvelle série de moteurs diesel puissants, raffinés et économiques pour une utilisation dans les voitures du groupe était nécessaire. Cependant, le financement du développement étant restreint, il fallut utiliser comme base les moteurs à essence British Leyland existants. Cela comprenait une version diesel des V8 3,5 litres, dont le projet de développement portait le nom de code «Iceberg».
BL a collaboré avec Perkins Engines de Peterborough pour développer le moteur. Des versions atmosphériques et à turbocompresseur ont été produites, toutes deux utilisant un système d'injection mécanique rotatif Stanadyne. Des puissances d'environ 100 (atmosphérique) et 150 ch (turbocompressées) ont été atteintes.
Le moteur Iceberg devait être installé dans les Range Rover, Rover SD1 et Jaguar XJ, mais le projet rencontra des problèmes de défaillance des culasses en alliage et de refroidissement. Les limitations provenaient de la nécessité d'utiliser la même fonderie de base que le moteur à essence afin de permettre une production du moteur Iceberg sur la même ligne de production dans une recherche de réduction des coûts. Alors que ces problèmes techniques auraient pu être techniquement surmontés, le projet se heurta à des problèmes financiers et logistiques causés par la réorganisation de British Leyland, en particulier la séparation de Land Rover et Rover en divisions distinctes.
Land Rover a repris la production du moteur V8 en 1982. Celle-ci fut transférée de la principale usine de moteurs British Leyland d'Acock's Green vers une nouvelle ligne de production de capacité beaucoup plus faible à Solihull où il a été construit avec les autres moteurs Land Rover. La taille limitée de l'usine faisait qu'il n'y avait pas de capacité disponible pour construire des versions diesel du moteur. Parallèlement, il devint évident que le marché des grosses voitures à moteur diesel en Amérique du Nord ne s'était pas développé comme prévu.
British Leyland s'est finalement retiré du projet en 1983. Perkins décida de poursuivre le projet seul, produisant même des brochures publicitaires pour le moteur diesel en tant qu'unité de puissance industrielle. British Leyland ayant retiré son support technique, le projet Iceberg s’arrêta à la fin de l'année 1983. L'autre collaboration de British Leyland avec Perkins (produisant une version diesel du moteur de la série O) a donné naissance au très populaire moteur «Prima». British Leyland (et son successeur le Groupe Rover) achetèrent des moteurs 4 cylindres turbodiesel 2,5 litres à VM Motori pour les utiliser dans les SD1 et Range Rover.

## 3.9 /4,0litres

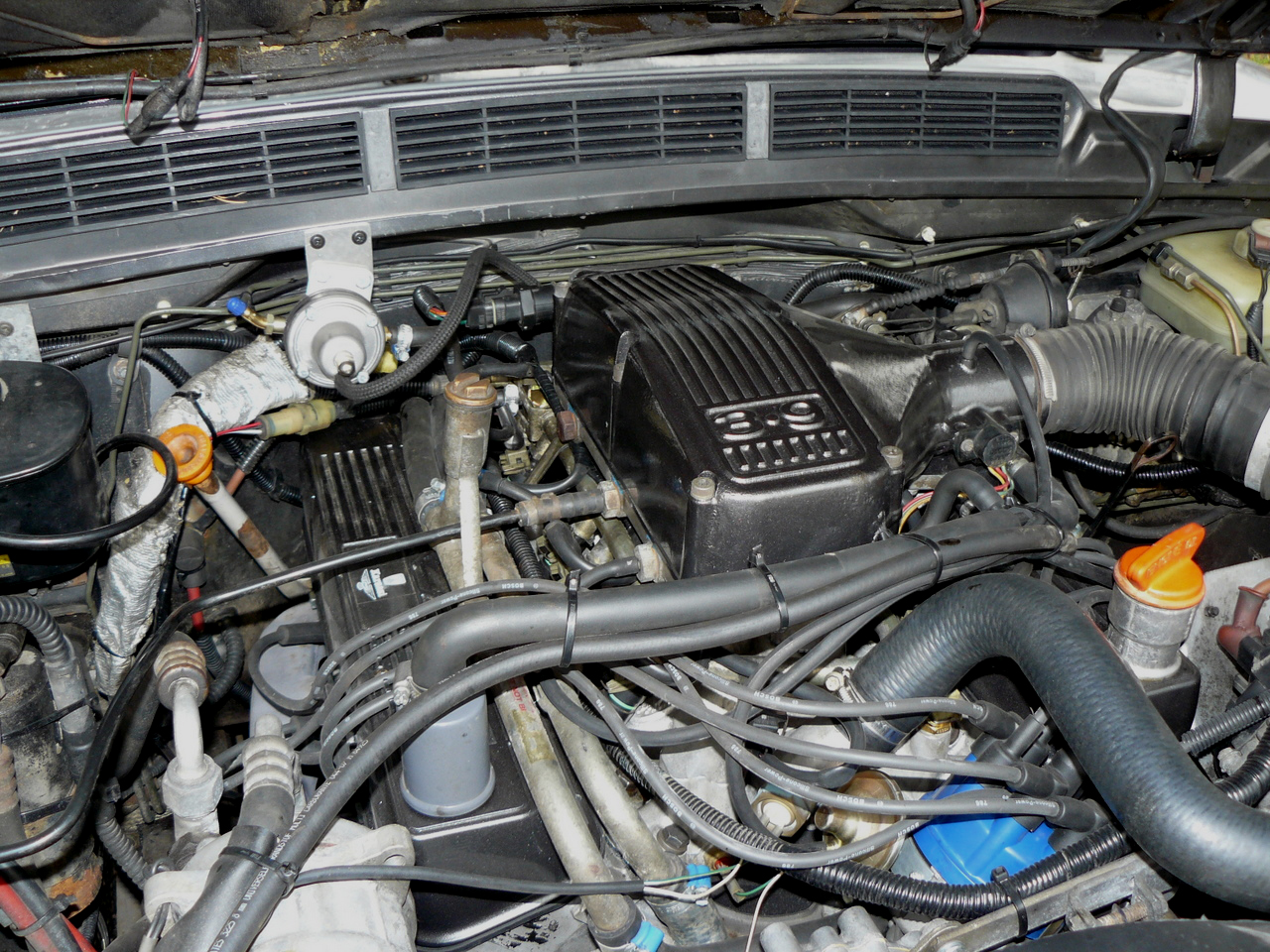
Le V8 3.9 litres Rover, une version réalésée de l'original 3,5 a été utilisé dans plusieurs véhicules Land Rover, TVR et MG RV8.

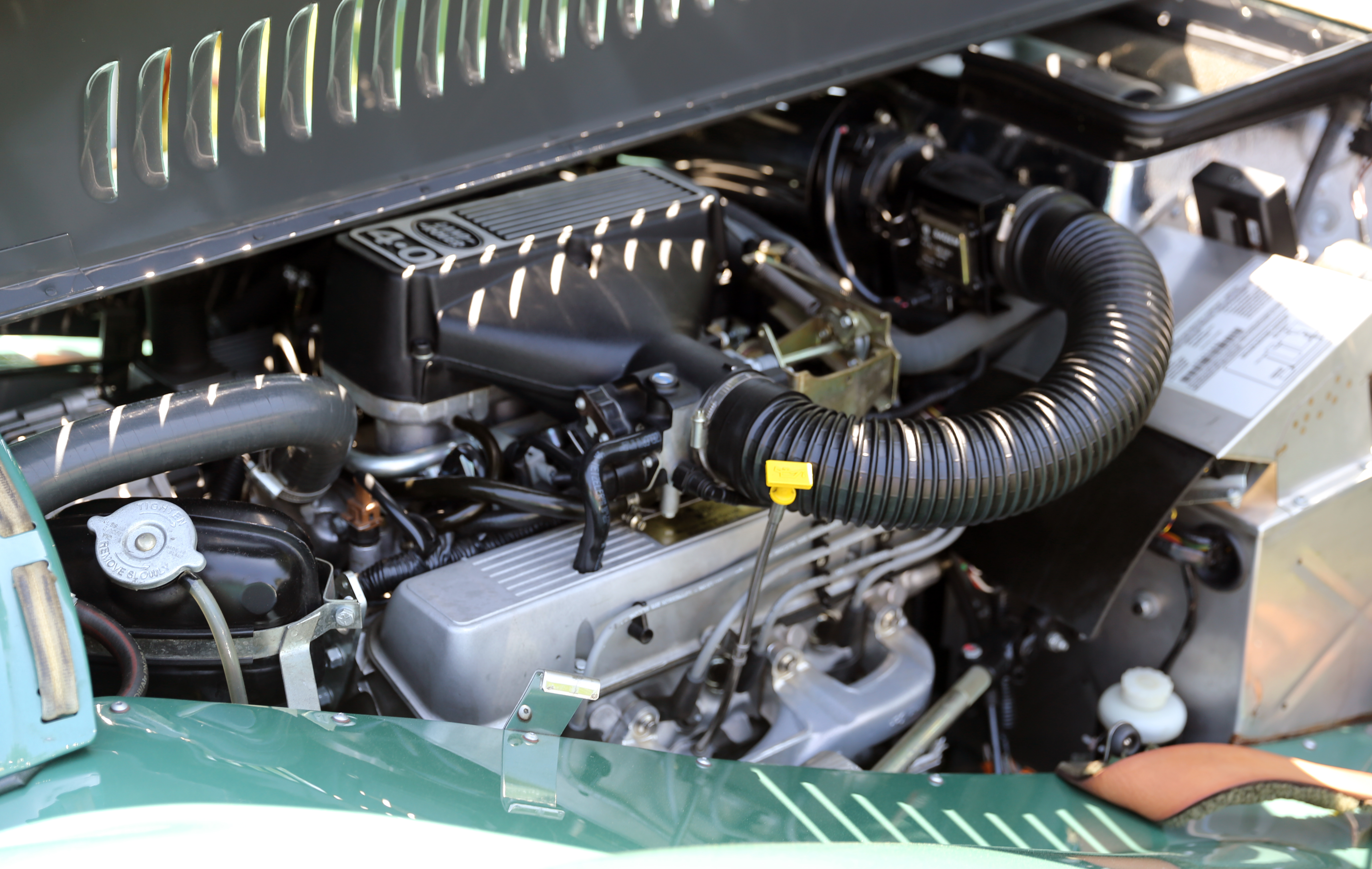
Morgan Plus 8 V8 de 4.0 litres (2003)

Land Rover utilisa une version 3,9 litres du V8 Rover tout au long des années 1990. L'alésage fut augmenté à 94 mm alors que la course resta inchangée à 71 mm. Le moteur a été remanié en 1995 puis renommé 4.0 pour le différencier de la version précédente, bien que la cylindrée soit restée inchangée. Les améliorations comprenaient un nouveau système d'admission et d'échappement, des nervures de bloc supplémentaires, de nouveaux pistons et de plus gros paliers boulonnés en croix. Le 1995 4.0 a produit 193 ch (142 kW) et 320 N m.
La production du 4.0 s'est terminée en 2003. La version finale du moteur, utilisée dans le Land Rover Discovery de 2003, produisait une puissance de 191 ch (140 kW) à 4 750 tr/min et 339 N m de couple à 2 600 tr/min.
Utilisations :
- 1990 - 2004 Morgan Plus 8
- 1991 - 1995 Ginetta G33
- 1992 - 1996 MG RV8
- 1986 - 1993 TVR V8S
- 1989 - 1995 Land Rover Range Rover (appelé 3.9 avec ce moteur)
- 1991 - 2000 TVR Griffith
- 1992 - 2001 TVR Chimaera
- 1995 - 1999 Land Rover Range Rover (P38A) en version SE
- 1996 - 2002 Land Rover Discovery
- 1994 - 1998 Land Rover Defender (uniquement utilisé en standard sur les véhicules aux USA et uniquement sur commande spéciale sur les autres marchés)
- 1998 Land Rover Defender Édition limitée 50e anniversaire

Au début des années 1980, TVR se rapprocha d'Andy Rouse (qui avait couru sur une Rover SD1 avec un V8 modifié pour la piste) en vue d'utiliser sa version 3,9 litres du V8 développé pour la compétition sur la TVR 350i. Pour un certain nombre de raisons (principalement le coût), la version de Rouse ne fut pas utilisée, mais le concept fut transféré à des sociétés d'ingénierie alternatives, aboutissant à une variante rare du 3,9 litres. Ce moteur avec un alésage de 93,5 mm, un peu inférieur aux 94 mm du Rover qui fut produit quelques années plus tard, donnait une cylindrée de 3,9 litres. Les pistons à sommet plat et l'arbre à cames à grande levée donnaient un taux de compression de 10,5: 1. TVR revendiquait une puissance de 279 ch et bien que cela soit généralement ignoré par les fans de la marque, un moteur parfaitement rêglé de 3 905 cm3 (3,9 litres) produit au mieux 243 ch. Une fois les spécifications déterminées, la majeure partie des moteurs fut produite par North Coventry Kawasaki (NCK). La société fut ensuite rachetée par TVR pour devenir leur division moteurs interne connue sous le nom de TVR Power. Une centaine de voitures (TVR 390SE) furent construites avec les moteurs 3,9 litres. Les derniers modèles '400' de TVR étant basée sur le Range Rover 4 L de 3 946 cm3 (3,9 L).
Utilisations :
- 1986 - 1989 TVR 390SE

## 4,2litres
Land Rover a étendu le moteur 3 946 cm3 pour la meilleure spécification LSE du Range Rover Classic. Le moteur de 4,2 L avait une cylindrée de 4 275 cm3 et utilisait le vilebrequin du projet avorté de moteur diesel «Iceberg». L'alésage est resté le même à 94 mm tandis que la course est passé à 77 mm.
Utilisations :
- 1992 - 1995 Land Rover Range Rover

## 4,3litres
Pour les Griffith et Chimaera, TVR Power, la division moteurs du constructeur de voitures de sport TVR basée à Coventry, construisit une version 4,3 litres de 4 280 cm3 du V8 Rover. Ce moteur avait une course de 77 mm et un alésage de 94 mm identiques au moteur 4.2 de Rover, Rover arrondissant à 4,2 litres tandis que TVR arrondissait à 4,3 litres.
La principale différence entre les versions Land Rover et TVR résidait dans l'utilisation de pistons Land Rover 3,9 litres. Généralement la version avec taux de compression de 9,35: 1 même si certaines sources rapportent l'utilisation de pistons faible compression 8,13: 1 dans un petit nombre de moteurs. Les sommets des pistons étaient usinés pour correspondre à la hauteur des cylindres, augmentant ainsi le taux de compression statique. Les joints de culasse étaient à l'origine en cuivre et légèrement plus épais que les joints composites des moteurs suivant. Les moteurs TVR 4,3 litres avaient des orifices de culasses retravaillés avec une saillie diminuée au niveau des guides de soupapes dans les conduits d'admissions. Une chaîne de distribution duplex avec réglage de synchronisation par engrenage vernier était installée bien que dans la pratique tous les moteurs n'en étaient pas équipés. Les arbres à cames étaient généralement des type Kent 214, les versions «grosses soupapes» pouvant recevoir une version 224 et même la version 234 de compétition.
Les versions dites «pre-cat» de la Griffith utilisaient principalement ce moteur, bien qu'une version 4,0 litres soit également disponible. La Chimaera a d'abord été produite avec des moteurs de 4,0 et 4,3 litres. Un petit nombre de versions "Big Valve", avec des culasses modifiées équipées de grosses soupapes d'admission de 43 mm et 37 mm à l'échappement avec un profil d'arbre à cames plus agressif, équipaèrent les premières Griffith et Chimaera.
Utilisations :
- 1992 - 1993 TVR Griffith
- 1993 - 1994 TVR Chimaera

## 4,4litres

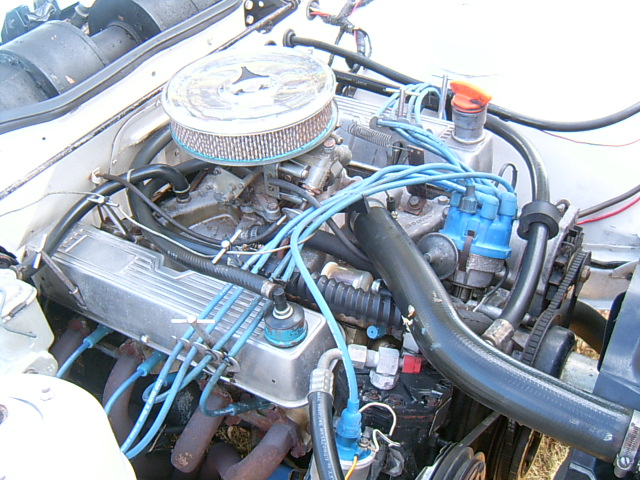
Moteur V8 Leyland P76

Leyland Australie produisit une version 4,4 litres (4 414 cm3) du V8 aluminium pour leur Leyland P76 de 1973 uniquement en Australie. L'alésage et la course étaient de 88,9 × 88,9 mm, ce qui en fait un moteur carré. La hauteur de la culasse a été augmentée et des bielles plus longues de 158,75 mm ont été installées. Ce moteur produisait 203 ch (149 kW) et 380 N m de couple. Bien que des versions d'exportation (vers le Royaume-Uni) soient prévues, la fermeture par British Leyland de leurs activités australiennes en 1975 empêcha une utilisation généralisée de ce moteur. British Leyland fit venir un moteur P76 complet pour être évalué mais celui-ci ne fut jamais monté sur un véhicule et fut vendu à la disparition de l'entreprise.
Utilisations :
- 1973 - 1975 Leyland P76
- Camion Leyland Terrier

## 4,5litres
Ce moteur, qui ne doit pas être confondu avec le dernier moteur 4,6 litres que TVR identifiait comme un «4.5» pour la Chimaera, avait un alésage de 94 mm et course de 80 mm pour une cylindrée de 4 444 cm3. Il était utilisé par TVR sur la 450 SEAC, un modèle spécial produit en petite série, sa version de course et les voitures du Tuscan Challenge. Un petit nombre de Griffith et Chimaera ont été construites avec une version de ce moteur, connue sous le nom de "450 BV" (Big Valve).

## 4.6 litres

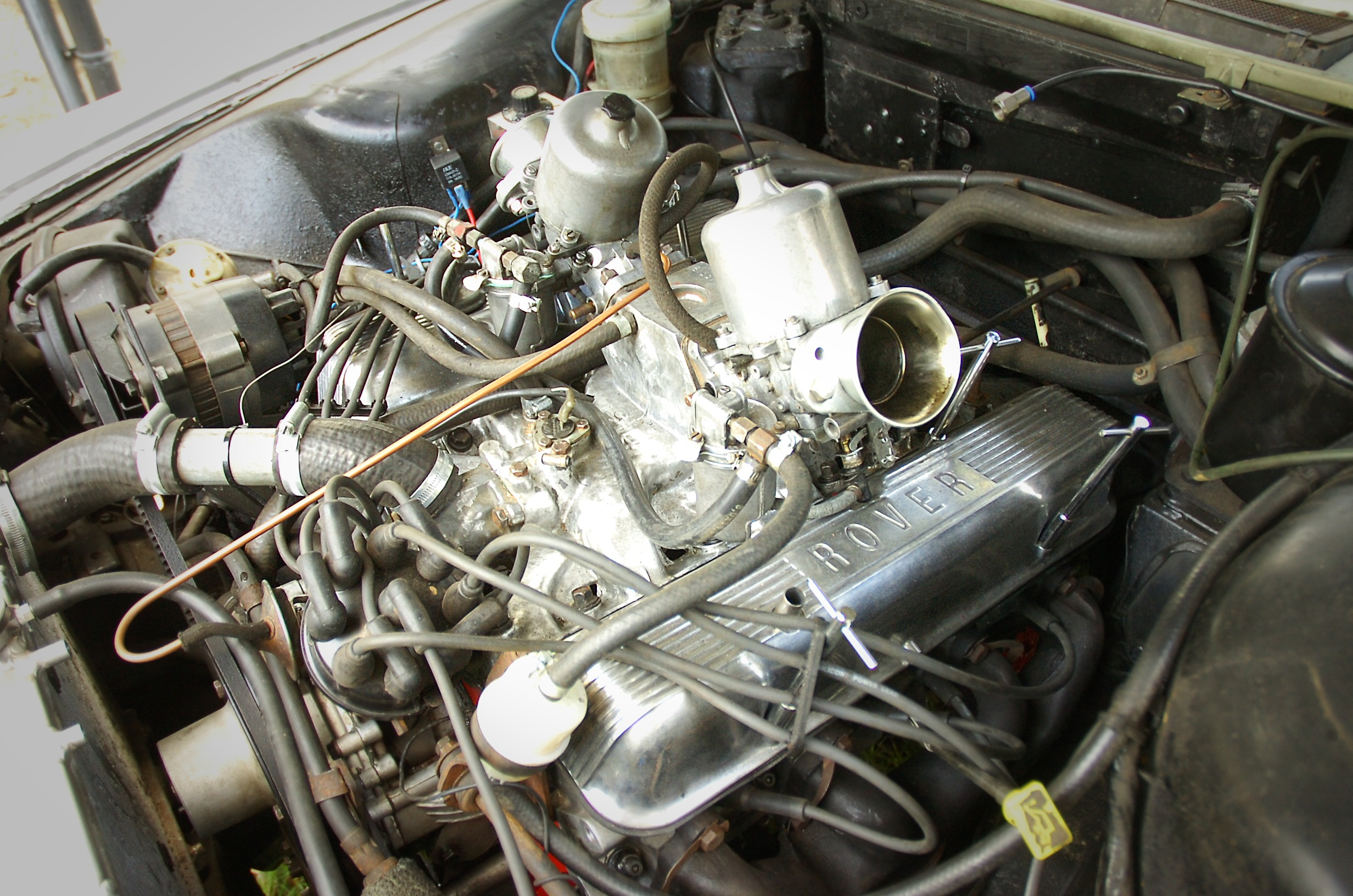
Un moteur Rover V8 de 4.6 litres avec carburateurs SU, monté sur une Rover P6.

En 1996, Land Rover augmenta la cylindrée du V8 Rover à 4 552 cm3 (4,6 litres). L'alésage demeura identique au précédent 4,0 litres à 94 mm, mais avec une course augmentée de 10,9 mm passant à 82 mm au total. La puissance atteignait 228 ch (167,69 kW) 380 N m de couple.
La production du 4.6 s'arrêta à Solihull, Royaume-Uni, en 2004. La version finale du Range Rover P38 produisait 225 ch (165,49 kW) à 4 750 tr/min et 407 N m à 2 600 tr/min.
La dernière application du V8 Rover dans un véhicule de série se trouvait dans le Land Rover Discovery, avant son nouveau design en 2005. Ce moteur est encore utilisé sur certaines voitures de sport construites artisanalement par certains fabricants indépendants.
Utilisations :
- 1995 - 2002 Land Rover Range Rover version HSE (en option pour la version SE)
- 2003 - 2004 Land Rover Discovery (marché nord-américain)
- 1996 - 2002 TVR Chimaera

## 5,0litres
Une variante 5,0 litres (4997 cm3) du V8 Rover a été utilisé dans deux modèles du constructeur britannique de voitures de sport TVR. L'alésage et la course étaient de 94 x 90 mm. Ces modèles, les Griffith et Chimaera ont utilisé le moteur 5.0 dans leurs spécifications haut de gamme. Les données usine assuraient une puissance jusqu'à 345 ch (253,75 kW) et 475 N m de couple.
Utilisations :
- 1990 - 1995 Lichfield Land Rovers
- 1992- - 2001 TVR Chimaera
- 1992 - 2000 TVR Griffith
- 2002 - 2006 Bowler Wildcat - V8 hybride de 5,0 litres avec culasses Land Rover et ensemble bloc/pistons TVR.

Au milieu des années 1980, les hot rodders découvrirent que le moteur Buick 215 d'origine pouvait atteindre 305 ci (5,0 litres) en utilisant le vilebrequin Buick 300, de nouveaux manchons de cylindre et un assortiment de pièces non Buick. Ce moteur pouvait également être équipé de culasses à haute compression de la Morgan +8 . En utilisant le bloc et le vilebrequin Rover de 5 litres, il est possible d'obtenir une cylindrée de 317 ci (5,2 litres) pour une utilisation principalement en compétition. En poussant la conception de ce moteur à ses limites, il est même possible d'obtenir des cylindrées supérieures à 5,6 litres (339,2 ci) proches de 6,3 litres (383,4 ci), bien que ce dernier n'ait pas encore été véritablement testé dans la pratique.
En plus du 5.2, le V8 peut-être transformé afin d'obtenir des cylindrées de 5,4 et 5,5 litres.
Divers fabricants spécialisés (Merlin-F85, Taper Performance et Wild cat) proposent des culasses avec grosses soupapes et culbuteurs à galet réglables de style Chevrolet dans des configurations de performances stage 4.